# Nothing Left (band)
Nothing Left is een Amerikaanse metalcoreband. De band werd geformeerd in 2016 door ex-leden van A Bullet for Pretty Boy, Silent Planet, Take It Back! en For Today. Zij gaven hun eerste optredens in het voorprogramma van het Europese deel van de afscheidstournee van For Today.
De band staat onder contract bij Facedown Records en bracht op 21 april 2017 hier haar debuut-ep Destroy and Rebuild uit. Op 13 december 2019 kwam het langverwachte debuutalbum van de band uit, dat Disconnected heet.

## Bezetting
Huidige leden
- Danon Saylor – vocalen (2016–heden) (A Bullet for Pretty Boy)
- Ryan Leitru – gitaar, vocalen (2016–heden) (For Today)
- Brandon Leitru – gitaar (2016–heden) (For Today)
- Alex Camarena – drums (2016–heden) (Silent Planet)
- Devin Henderson - bas (2017–heden) (Take It Back!)

Live bandleden
- Cody Bradley - bas (2016-2017) (Take It Back!)

## Discografie
Studioalbums
- Disconnected (2019)

Ep's
- Destroy and Rebuild (2017)